# New Penicuik House

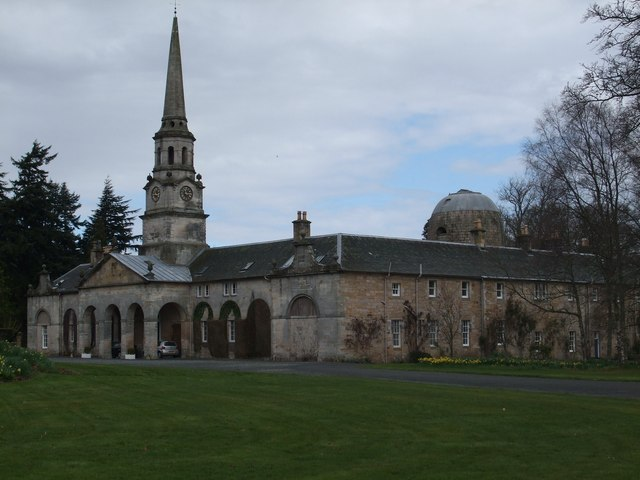
New Penicuik House

New Penicuik House ist ein Herrenhaus in der schottischen Stadt Penicuik in der Council Area Midlothian. 1971 wurde das Bauwerk in die schottischen Denkmallisten in der höchsten Kategorie A aufgenommen.

## Geschichte
Der Kaufmann John Clerk of Penicuik erwarb die Ländereien, auf denen sich ein Vorgängerbauwerk namens Newbiggin House befand, im Jahre 1654. 1761 gab James Clerk, 3. Baronet die Modernisierung von Newbiggin House in Auftrag, welche schließlich zu dessen Abriss und dem Neubau des heutigen Penicuik House führte. Am 16. Juni 1899 verheerte ein Brand das Herrenhaus. Der Baronet ließ daraufhin die nahegelegenen Stallungen des Anwesens zu einem Herrenhaus umbauen, welches heute als New Penicuik House bekannt ist. In Nachfolge von Penicuik House wurde es zum Sitz der Clerk Baronets.

## Beschreibung

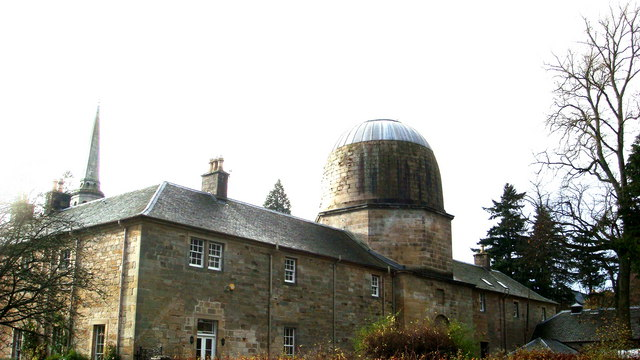
Taubenturm an der Gebäuderückseite

Das Herrenhaus liegt rund 1,5 km südwestlich von Penicuik und 400 m entfernt vom Westufer des North Esk. Es ist im georgianischen Stil gestaltet. Das zweistöckige Bauwerk besteht aus vier länglichen Flügeln, die einen Innenhof umschließen. Das Mauerwerk besteht aus grob zu Quadern behauenem Bruchstein. An der südwestexponierten Frontseite ragt mittig ein schlanker Turm mit spitzem Helm auf, der stilistisch an die Architektur von James Gibbs angelehnt ist. Der daruntergelegene Eingangsbereich ist mit Portikus mit Rundbögen gestaltet. An der Nordostseite ist ein wuchtiger Taubenturm mit oktogonalem Grundriss in die Struktur integriert. Dessen Eingang bekrönt ein Giebel und er schließt mit einer hohen Kuppel. Im Inneren führt eine Wendeltreppe hinauf. Insgesamt sind 804 Nistkästen installiert.